# 碱水湖
碱水湖（藏語：བུལ་ཆུ་མཚོ，威利转写：bul chu mtsho，THL：Bülchu Tso）位于中国西藏自治区阿里地区改则县境内，地处改则县西北部，东、西两侧为河谷平原，南、北侧为低山丘陵，湖面海拔4884米，面积88.9平方公里。湖区气候寒冷干燥，年均气温-6～-4℃，年均降水量75毫米。湖水主要靠黑石湖和冰雪融水径流补给。